# Hopea malibato
Espèce
Statut de conservation UICN

 VU B2ab(i,ii,iii,v); C2a(i) : Vulnérable
Hopea malibato est une espèce de plantes du genre Hopea de la famille des Dipterocarpaceae.